# Amazon Lumberyard
Amazon Lumberyard是一款免费的跨平台游戏引擎，是亞馬遜公司在2015年获得Crytek授权后，以CryEngine 3为基础构建而成。该引擎与亞馬遜網路服務系統（AWS）集成，允许开发人员在亚马逊的服务器上构建或托管他们的游戏，并且通过Twitch来进行游戏直播。亚马逊向最终用户免费提供Lumberyard引擎的源代码，但有一些限制：用户不能将源代码进行公开，或使用它来发布自己的游戏引擎。
Lumberyard于2016年2月9日与GameLift一起推出。该引擎目前处于测试阶段，可用于构建Microsoft Windows、Xbox One、PlayStation 4平台上的游戏，对iOS和Android平台提供有限的支持。
亚马逊于2016年3月14日发布了对Lumberyard的更新，其中包括对某些移动设备的支持（如基于A8处理器的iOS设备和Nvidia Shield），对FBX（Filmbox，Autodesk旗下游戏中间件所用文件格式）的支持，以及与Allegorithmic的纹理化软件Substance进行了集成。
2021年7月6日，亚马逊宣布与Linux基金会合作组建开放3D基金会，推出Open 3D Engine作为Lumberyard的继任产品。